# Ana Puljiz
Ana Viktorija Puljiz (ur. 1 stycznia 2002) – chorwacka judoczka.
Startowała w Pucharze Świata w latach 2020 - 2022. Brązowa medalistka mistrzostw Europy w 2022. Wicemistrzyni igrzysk śródziemnomorskich w  2022. Trzecia na młodzieżowych igrzyskach olimpijskich z 2018, a także pierwsza w drużynie. Mistrzyni Chorwacji w latach 2018-2022.